# Tomagras
Os tomagras (tomaghras) ou tomageras (tomagheras) são um clã dos povos tubus do Saara; também há um clã homônimo entre os canúris e canembus. São citados pela primeira vez durante o tempo do Império de Canem, quando deram duas rainhas-mães à dinastia dugua. Com a mudança à dinastia sefaua, parece que perderam parte de sua proeminência, mas continuaram a desempenhar algum papel, pois ainda hoje estão no Tibesti e Cauar (no oásis de Bilma), onde predominam sobre outros grupos tubus. Talvez estiveram entre aqueles que migraram para Bornu a partir do século XII. O explorador alemão do século XIX Heinrich Barth afirmou que os tomagras tinham origens berberes.